# Октябрьский (Амурская область)
Октя́брьский — село в Зейском районе Амурской области России. Административный центр сельского поселения Октябрьский сельсовет.
Октябрьский, как и Зейский район, приравнено к районам Крайнего Севера.
В 1939 году получен статус посёлка городского типа. С 1995 года — сельский населённый пункт.

## География
Расположен вблизи правого берега реки Гарь (правый приток Орловки, бассейн Селемджи), в 233 км к юго-востоку от районного центра, города Зея (через Заречную Слободу, Николаевка-2, Николаевку, Алексеевку, Алгач, Умлекан, Рублёвку, Юбилейный, Ясный). Расстояние до пос. Юбилейный (на левом берегу Зеи) — 125 км.

## Население
| 1959  | 1970  | 1979  | 1989  | 2002  | 2010  | 2012  |
| ----- | ----- | ----- | ----- | ----- | ----- | ----- |
| 6448  | ↘5065 | ↘2970 | ↗3254 | ↘2029 | ↘1331 | ↘1272 |
| 2013  | 2014  | 2015  | 2016  | 2017  | 2018  |       |
| ↘1215 | ↗1218 | ↘1185 | ↘1132 | ↘1104 | ↘1044 |       |